# ريتشل بيترز
ريتشل لويز بيترز (ولدت في 20 أكتوبر 1991 في البحرين) هي عارضة أزياء فلبينية بريطانية وصاحبة لقب ملكة جمال الكون في الفلبين 2017.

## النشأة
ولدت بيترز في البحرين لنايجل بيترز وآني أوبريغون. والدها بريطاني بينما والدتها من بيكولانا. لديها شقيق أصغر يدعى دانيال. تخرجت بيترز من المدرسة البريطانية الدولية في فوكيت في تايلاند مع شهادة البكالوريا الدولية وحصل على درجة البكالوريوس في الأعمال والسياحة والأحداث من جامعة لا تروب.

## فوتوري

### ملكة جمال العالم الفلبينية 2014
بدأت بيترز دورها في المسابقة عندما شاركت في مسابقة ملكة جمال العالم الفلبينية عام 2014 في مول أوف آسيا أرينا في مانيلا في 12 أكتوبر 2014. احتلت المركز الرابع بخسارتها المسابقة أمام فاليري ويغمان.

### بينيبينينغ بيليبيناس 2017
في 30 أبريل 2017 انضم بيترز إلى بينيبينينغ بيليبيناس 2017 الذي أقيم في سمارت أرانيتا كوليسيوم في مدينة كيزون حيث توجت ملكة جمال الكون الفلبينية 2017. خلفت في الفوز ملكة جمال الكون الفلبينية 2016 ماكسين ميدينا التي وصلت إلى المراكز الست الأولى في مسابقة ملكة جمال الكون 2016.

### ملكة جمال الكون 2017
بيترز ستمثل الفلبين في مسابقة ملكة جمال الكون 2017.

## الحياة الشخصية
أصبحت بيترز مواطنة فلبينية في عام 2015 وهي على علاقة مع ميغيل لويس فيلافويرتي حاكم كامارينس سور.

## الروابط الخارجية
- الشخصية في بب. موقع بيليبيناس